# Steel Attack
Steel Attack to szwedzki zespół muzyczny grający power metal. Bardziej wyróżniające ich cechy, to 'męski', choć wysoki wokal (w przypadku zarówno byłego, jak i obecnego wokalisty) i brak jakichkolwiek ballad na swym koncie. Graja muzykę w tempach szybkich i średnich, złożoną kompozycyjnie, dość ostrą i ciężką. Tematyka utworów ewoluowała od "wojenno - wojowniczych" do bardziej zróżnicowanych, obejmujących dodatkowo zwykłe codzienne problemy, ujęte nieraz w dość oryginalny sposób.

## Muzycy
Obecny skład zespołu
- Andreas de Vera - perkusja (1997-1999, 2000-2001, od 2009)
- Dennis Vestman - gitara (1997-2003, od 2009)
- Steve Steel - śpiew, gitara basowa (1997-2001, od 2009)
- John Allan Forssén - gitara (od 1998)

Byli członkowie zespołu
- Michael Bohlin	- gitara (1997-1998)
- Roger Raw - perkusja (1999-2000)
- Patrick Späth - gitara basowa (2001-2003)
- Dick Johnson - śpiew (2001-2003)
- Mike Stark - perkusja (2002-2005)
- Anden Andersson - gitara basowa (2003-2007)
- Johan Jalonen Penn - gitara (2004-2007, 2009)
- Ronny Hemlin - śpiew (2004-2009)
- Tony Elfving - perkusja (2005-2007)
- Johan Löfgren - gitara basowa (2007-2009)
- Peter Morén - perkusja (2007-2009)
- Simon Johansson - gitara (2007-2009)

## Dyskografia
- Where Mankind Fails (1999)
- Fall Into Madness (2001)
- Predator Of The Empire (2003)
- Enslaved (2004)
- Diabolic Symphony (2006)
- Carpe DiEnd (2008)